# Ölfusá
Ölfusá – rzeka w Islandii. Powstaje z połączenia rzek Hvítá i Sog, na północ od miasta Selfoss i płynie przez 25 km do Oceanu Atlantyckiego. Jest największą rzeką Islandii, o przepływie średnim 423 m³/s. Jej dorzecze ma powierzchnię 5760 km². Rzeka jest ośrodkiem przemysłowym połowu łososia.